# 蒙蒂尼勒加讷隆城堡

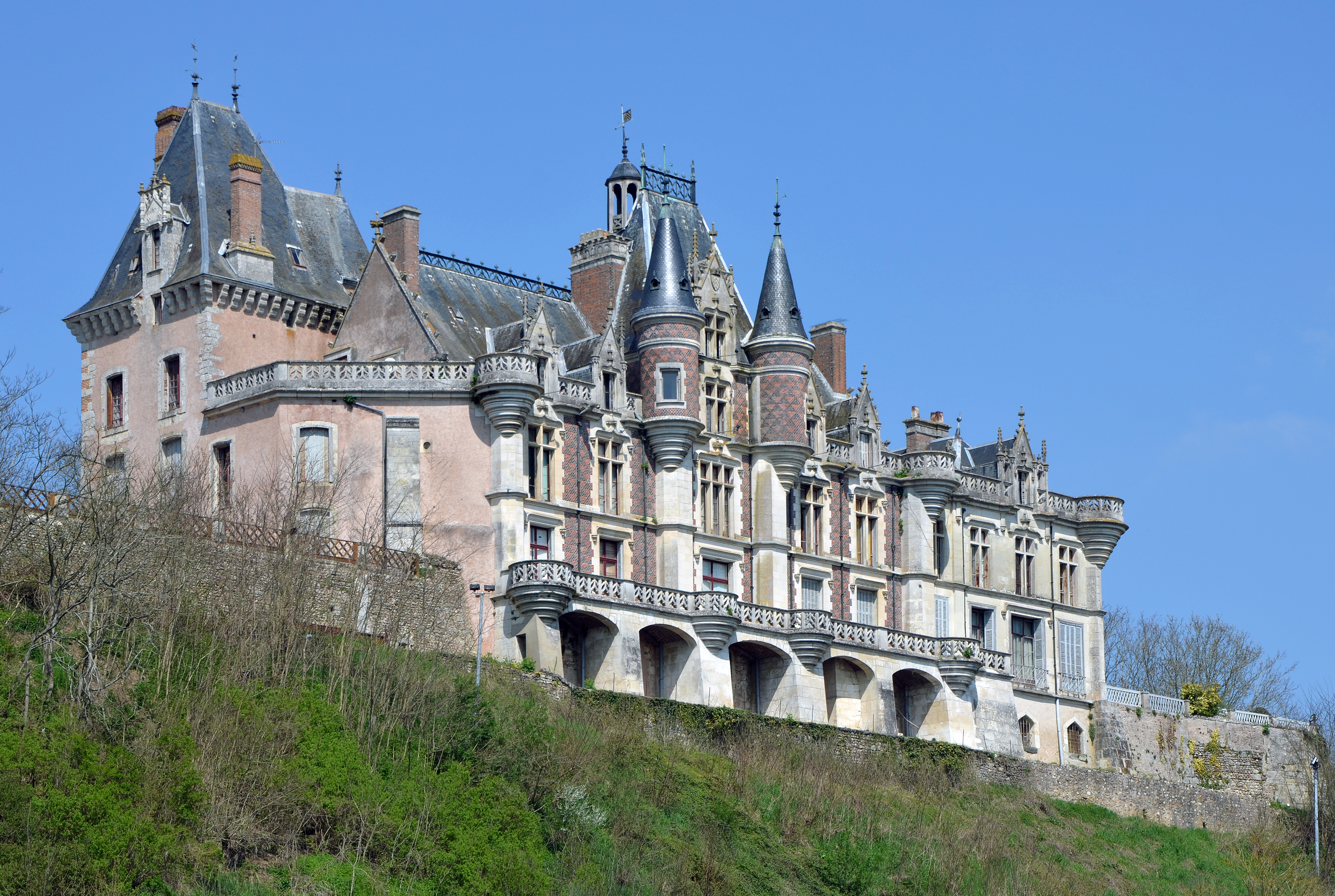

蒙蒂尼勒加讷隆城堡（Château de Montigny-le-Gannelon）位于法国中央-卢瓦尔河谷大区厄尔-卢瓦省南部沙托丹区的市镇蒙蒂尼勒加讷隆（2017年合并为克卢瓦三河镇）。这是一座1495年的文艺复兴风格建筑，周围环绕着13公顷的公园。对公众开放。位于沙特尔和图尔，厄尔-卢瓦省和博斯地区之间，距离奥尔良60公里，距巴黎145公里。东立面俯瞰卢瓦尔河。1927年列为法国历史遗迹。

蒙蒂尼勒加讷隆城堡
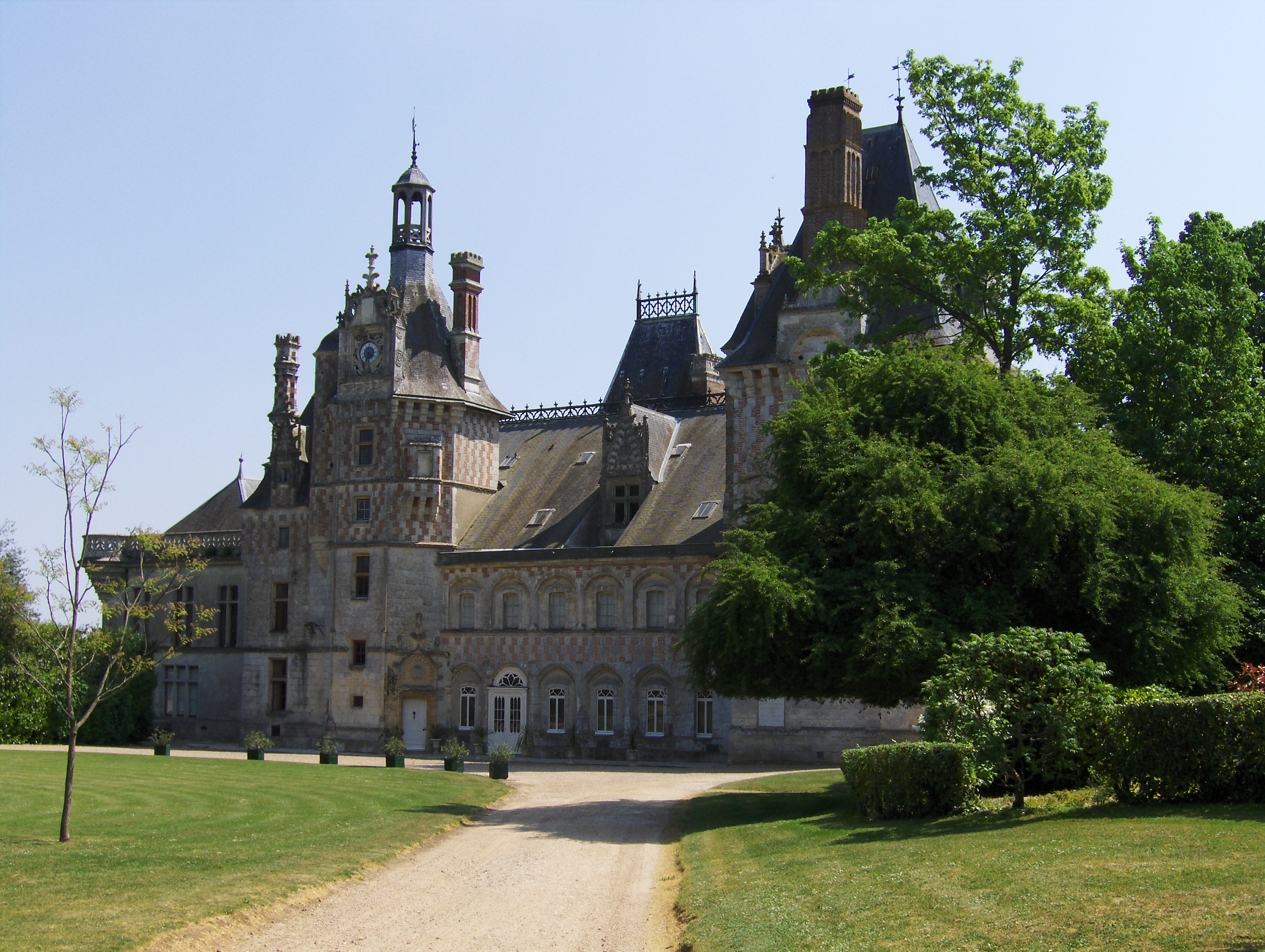
西立面
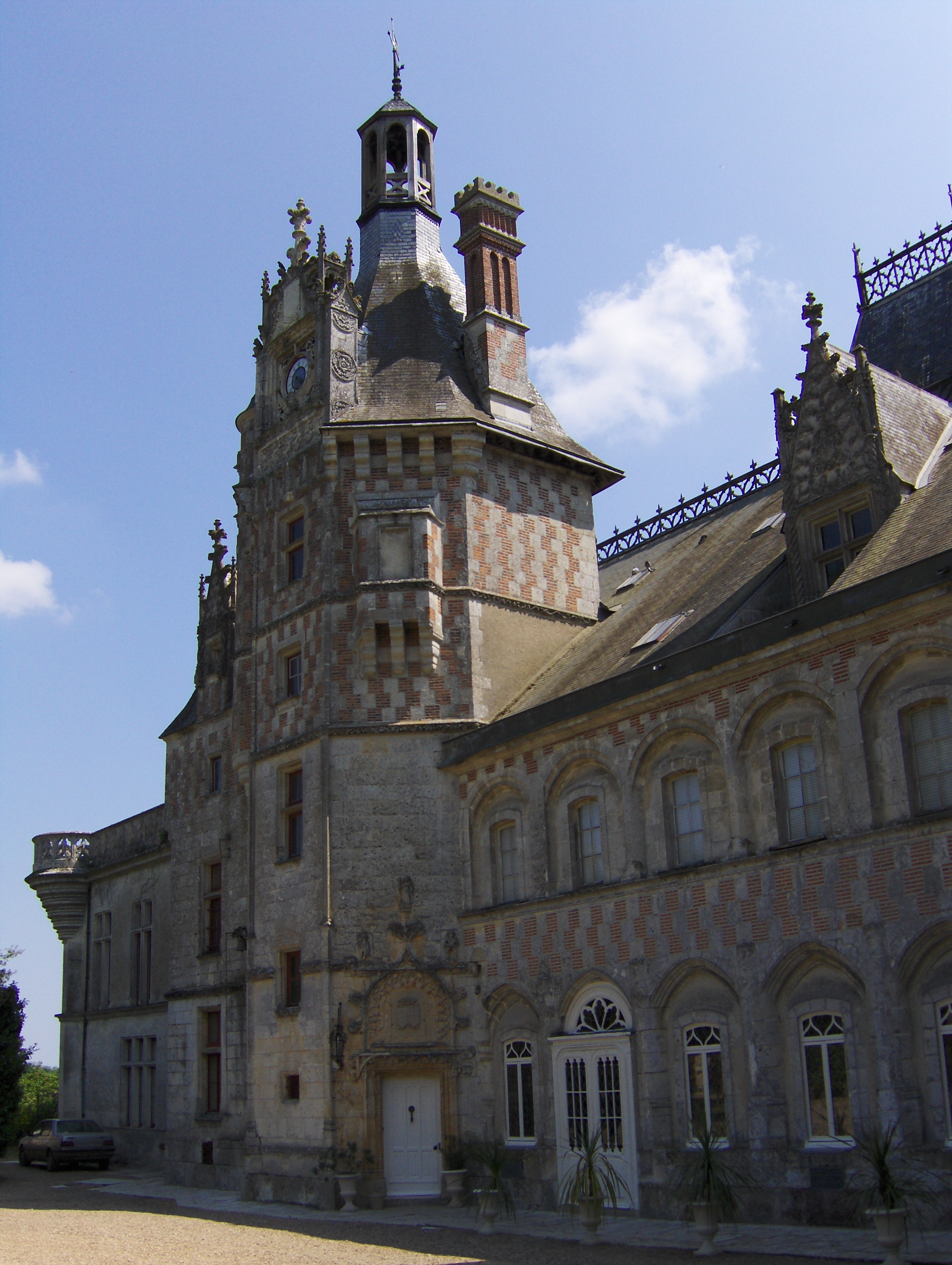
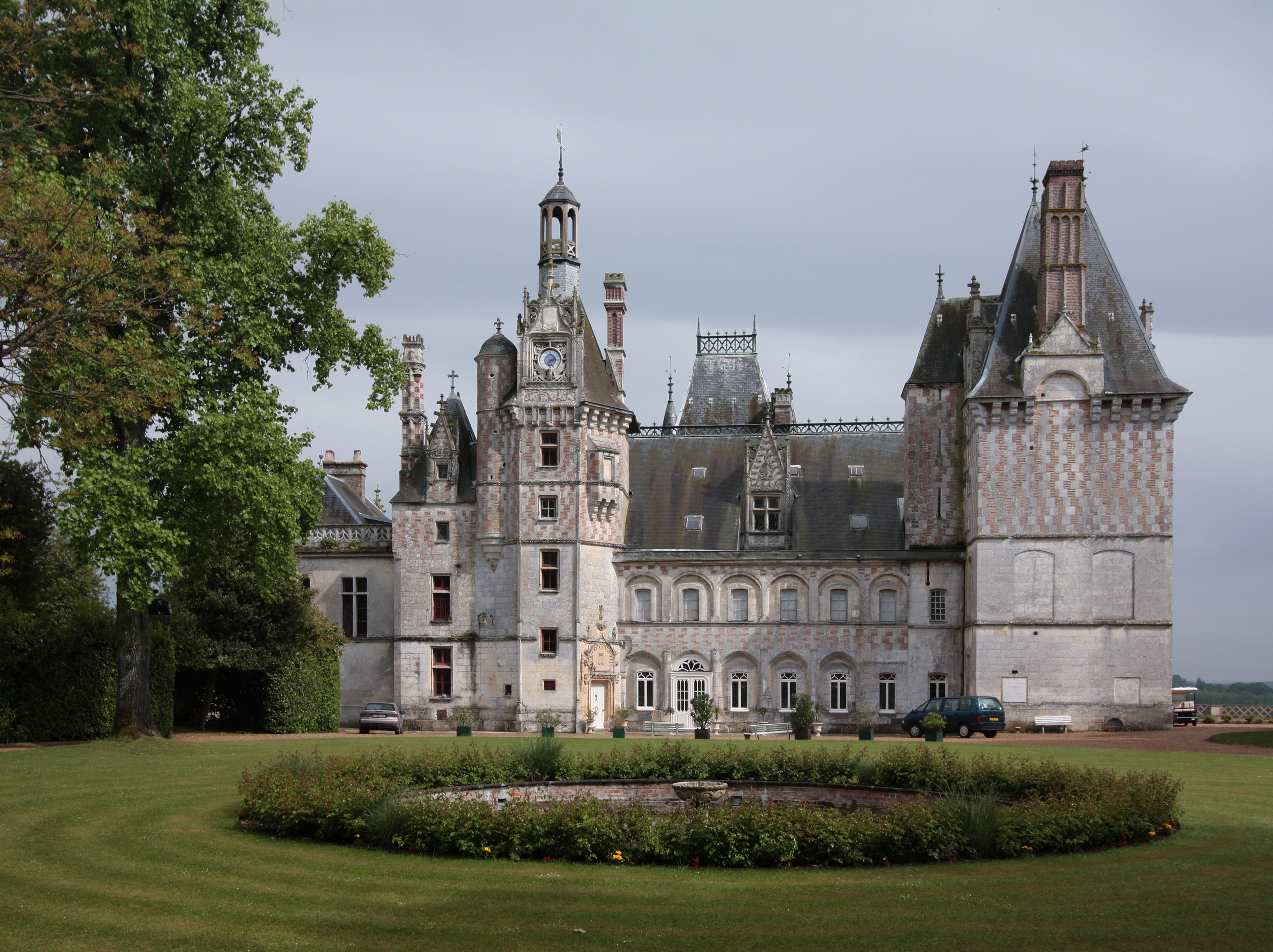
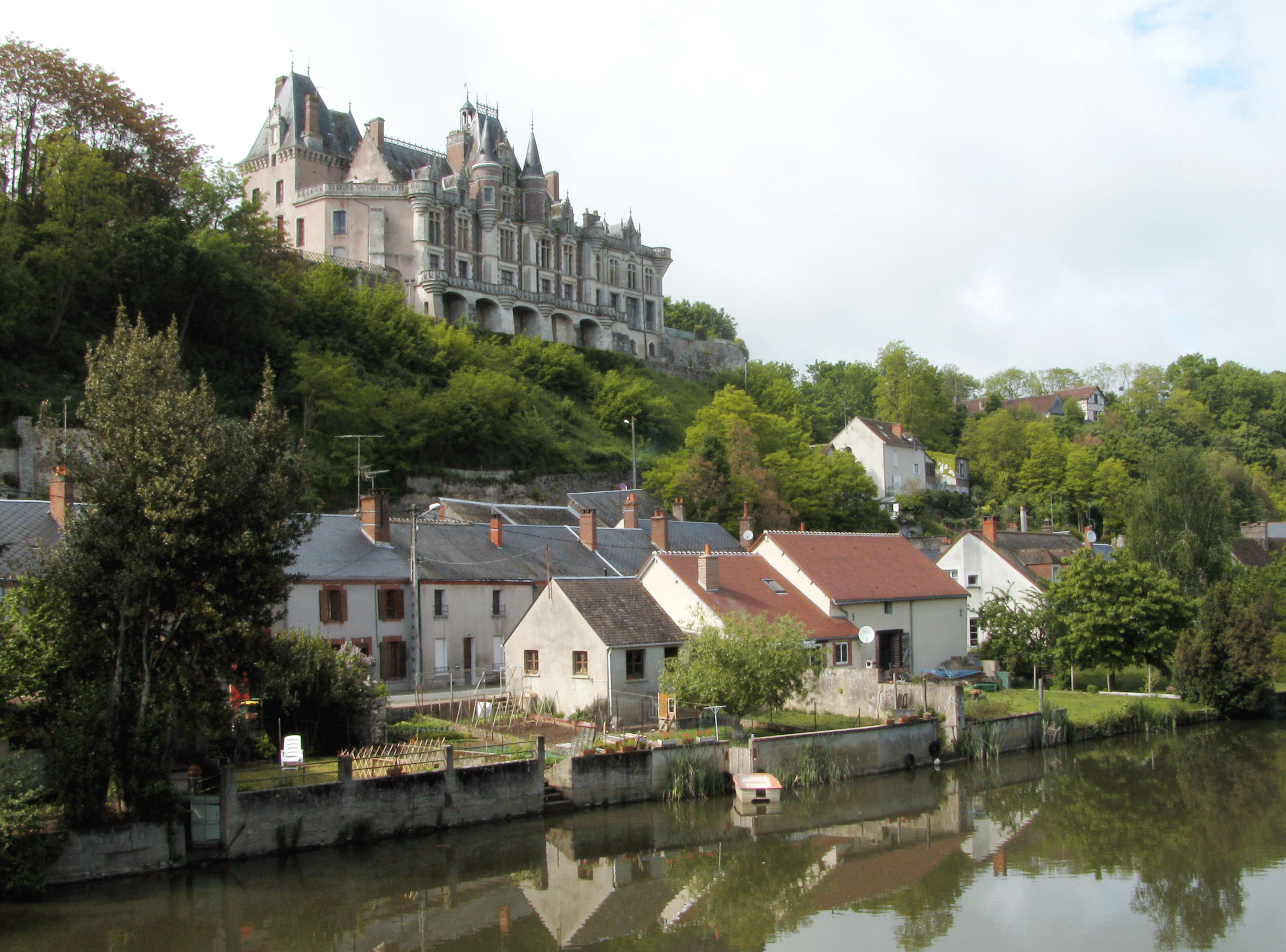
东立面

1. ↑  .   [2022-07-19]. （原始内容存档于2018-12-25）.
2. ↑  . 法国文化部，梅里美数据库 （法语）.